# Epeli Ganilau
Le général de brigade Ratu Epeli Ganilau, né le 10 octobre 1951 et mort le 23 mars 2023, est un chef autochtone, militaire et homme politique fidjien.

## Biographie

### Origines et carrière militaire
Il est le fils de Ratu Sir Penaia Ganilau, chef issu du peuple autochtone de l'île de Taveuni et de la confédération Tovata,,. Il épouse Adi Ateca Mara, fille aînée de Ratu Kamisese Mara, chef autochtone qui devient le premier Premier ministre des Fidji en 1967. Il fait carrière dans les Forces militaires royales des Fidji, et devient chef d'état-major de l'armée de terre en 1987. Déployé au Liban avec la Force intérimaire des Nations unies au Liban dans les années 1990, il atteint le grade de général de brigade avant de prendre sa retraite des forces armées en 1998,. 

### Chef coutumier et personnalité politique d'opposition
Candidat malheureux aux élections législatives fidjiennes de 1999 avec l'étiquette du parti Alliance chrétienne-démocrate (en), il est fait membre du Sénat par le gouvernement de Laisenia Qarase en 2001 et est élu président du Grand Conseil des chefs, l'assemblée consultative des chefs coutumiers,. Il critique les politiques de « discrimination positive » menées par le gouvernement Qarase en faveur des autochtones, et appelle le gouvernement à reconnaître les mêmes droits à tous les citoyens, sans distinction ethnique. Il fait notamment valoir qu'il y a autant de pauvres parmi les Indo-Fidjiens (les citoyens d'ascendance indienne) que parmi les autochtones. En 2004, face au grand nombre de communautés autochtones qui ne renouvellent pas les baux de fermiers indo-fidjiens qui louent les terres agricoles de ces communautés, il appelle à ce que les baux soient renouvelés et que ces fermiers ne soient pas expulsés de ces terres. Cette même année, il présente les excuses du Conseil des chefs aux Indo-Fidjiens victimes des coups d'État racistes de 1987 et de l'an 2000, et s'engage à ce que le Conseil veille aux droits et à la protection des Indo-Fidjiens à l'avenir. Ces prises de position lui valent les foudres du gouvernement Qarase, qui l'enjoint de cesser de critiquer les politiques de discrimination en faveur des autochtones que mène le gouvernement. 
En juillet 2004, le gouvernement obtient qu'il soit limogé de la présidence du Grand Conseil des chefs. Ratu Epeli initie alors une re-fondation du parti de l'Alliance (disparu au début des années 1990), avec l'appui du chef de l'opposition parlementaire, Mick Beddoes. Il en résulte la création début 2005 du Parti de l'alliance nationale des Fidji (en) dont il prend la direction et qui prône la coopération multi-ethnique, le refus des politiques racistes, et la mise en place d'aides aux pauvres sur des critères sociaux et non plus ethniques. Il condamne cette même année la volonté du gouvernement Qarase d'amnistier les auteurs du coup d'État raciste de 2000,. Ratu Epeli mène le nouveau parti aux élections législatives de 2006, mais n'y obtient aucun siège.

### Ministre
Le gouvernement Qarase, réélu, est renversé par le coup d'État de décembre 2006, qui se présente comme anti-raciste. Ratu Epeli accepte le poste de ministre des Affaires autochtones dans le gouvernement formé en janvier 2007 par le chef des forces armées, Frank Bainimarama,. Son parti cesse alors de fait de fonctionner. En tant que ministre, en novembre 2007, il introduit un décret permettant aux fermiers de jouir de baux de 90 ans (au lieu de 50 ans) sur certaines terres autochtones, si les propriétaires coutumiers de ces terres l'acceptent. En janvier 2008, il devient également ministre de la Défense, de l'Intérieur et de l'Immigration. En février 2008, son ministère fait expulser du pays Russell Hunter, le directeur de la rédaction du journal the Fiji Sun, qui est critique envers la dictature militaire. En mai, il signe l'ordre d'expulsion d'Evan Hannah, le directeur de la publication du journal the Fiji Times. En novembre 2010 il démissionne du gouvernement car il est en désaccord avec l'expulsion d'un employé de l'entreprise Fiji Water. 
Avec la fin de la dictature, il est le candidat proposé par le parti d'opposition Sodelpa à la présidence de la république en octobre 2015. Sans surprise, les députés lui préfèrent le candidat de la majorité, Jioji Konrote. Il meurt en mars 2023 à l'âge de 71 ans, et est inhumé dans son village de Vuniduva,.